# Новая Кизилка
Новая Кизилка, Ново-Кизилка (баш. Яңы Ҡыҙыл) — бывшая деревня Баймакского района. Входила на момент упразднения в состав Мукасовского сельсовета, до этого — в состав Калининского сельсовета.

## История
Исключен из учетных данных Указом Президиума ВС Башкирской АССР от 12.12.1986 N 6-2/396 «Об исключении из учетных данных некоторых населенных пунктов»).

## Географическое положение
Примерные координаты 52.871679, 58.752785
ближайшие населенные пункты
- Туяляс ~ 6,14 км
- Нижнее Абдряшево ~ 7,09 км
- Верхнее Абдряшево ~ 9,24 км
- Казанка ~ 9,51 км
- Новоильинская ~ 10,09 км

## Транспорт
- Железнодорожная станция Альмухамедово ~ 15,92 км
- Железнодорожная станция Сибай ~ 18,09 км
- Автовокзал Сибай ~ 18,17 км